# Burg Bickensohl
Die Burg Bickensohl ist eine abgegangene Spornburg auf einem kleinen Bergsporn auf 265 m ü. NN etwa 80 Meter südwestlich des Rathauses und rund 100 Meter südwestlich der Kirche des Ortsteils Bickensohl der Stadt Vogtsburg im Kaiserstuhl im Landkreis Breisgau-Hochschwarzwald in Baden-Württemberg. Von der ehemaligen Burganlage ist nichts erhalten.